# Маврикийская летучая лисица
Маврикийская летучая лисица (лат. Pteropus niger) — вид летучих лисиц. Описан Робертом Керром в 1792 году.

## Ареал
Маврикийская летучая лисица — эндемик Маскаренских островов, расположенных в Индийском океане к востоку от Мадагаскара. Встречаются в лесах до 1500 м над уровнем моря.
Вид часто встречается на Маврикии. На Реюньоне редко, в 1772-1801 гг считался там вымершим.

## Описание
Маврикийская летучая лисица может достигать размаха крыльев 80 см и массу до 800 г, размер тела составляет около 23 см, а головы — 7 см, что делает её крупнейшим эндемичным млекопитающим Маскаренских островов. Её мех золотистый, маленькие уши, густые волосы на голенях, окраска спины — блестящая черновато-коричневая мантия с рыжим оттенком.
В основном ведут ночной образ жизни, хотя некоторые иногда встречаются и днём, они обычно устраиваются на ночлег к восходу солнца.

## Охрана
Маврикийская летучая лисица относится к вымирающим (EN) видам. Она охраняется на Реюньоне и Маврикии, несмотря на вред фруктовым плантациям местных фермеров. Однако, на Родригесе она угрожает местной эндемичной летучей лисице. Так, в 2015 году маврикийским правительством было санкционировано официальное уничтожение около 31 тысячи маврикийских летучих лисиц, что тогда оценивалось в треть её популяции.

## Галерея

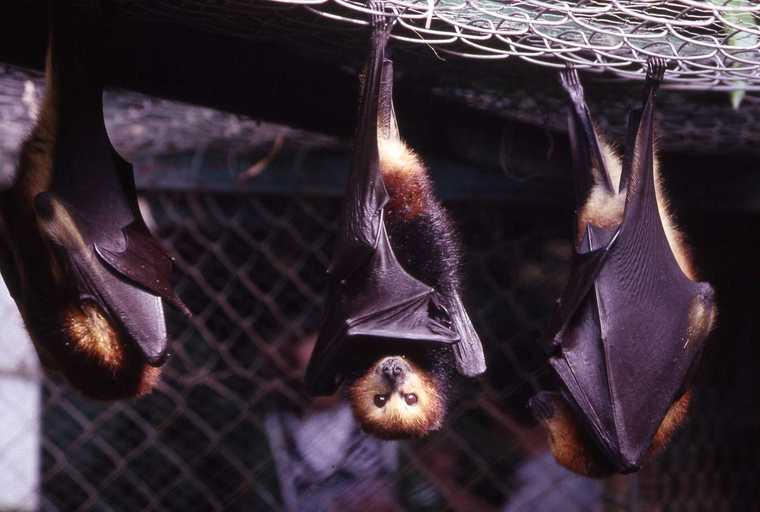
Три маврикийские летучие лисицы
Защита личи от летучих лисиц
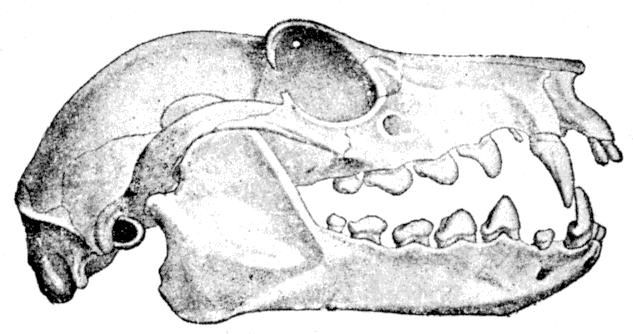
Череп
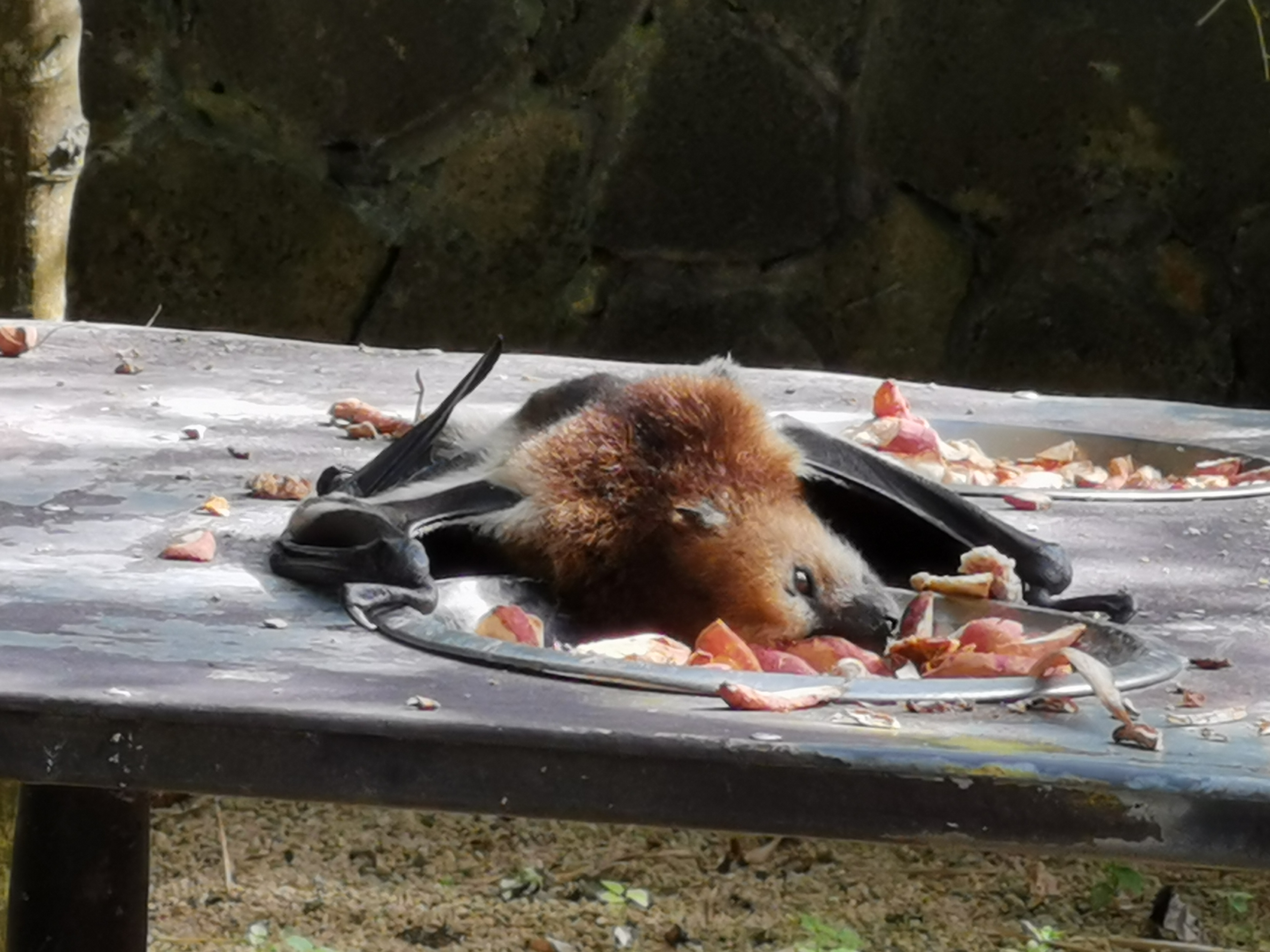